# 1513년

## 연호
- 명(明) 정덕(正德) 8년
- 일본(日本) 에이쇼(永正) 10년
- 후 레 왕조(後黎朝) 홍투언(洪順) 5년

## 기년
- 류큐(琉球) 쇼신왕(尚真王) 37년
- 명(明) 무종 정덕제(武宗 正德帝) 8년
- 조선(朝鮮) 중종(中宗) 8년
- 후 레 왕조(後黎朝) 양익제(襄翼帝) 5년

## 사건
- 9월 25일 - 스페인 탐험가 바스코 발보아, 서구인으로는 최초로 태평양 발견[1]

## 탄생
- 센고쿠 시대부터 아즈치모모야마 시대까지의 무장 하야시 히데사다. (~1580년)

## 사망
- 2월 21일 - 제216대의 교황 교황 율리오 2세. (1443년~)